# Andreas Seidl (Maler)

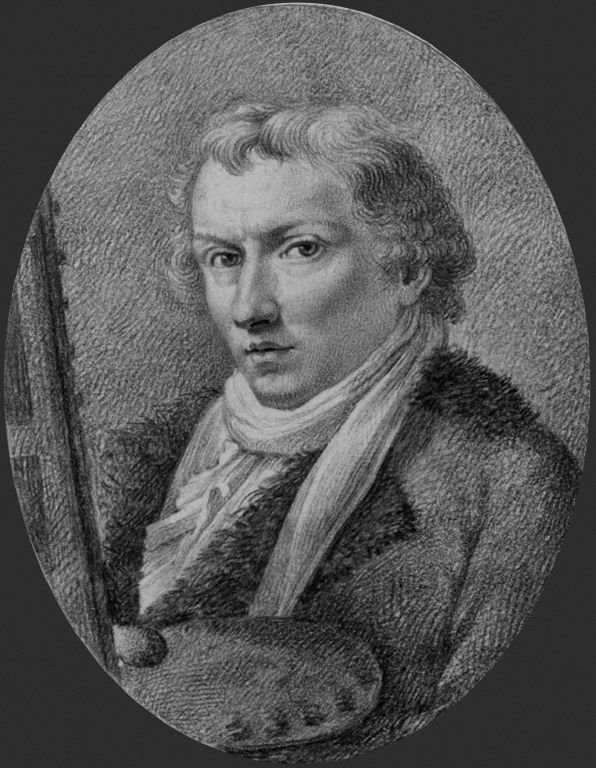
Ferdinand Piloty, Andreas Seidl, Kreidezeichnung Staatliche Graphische Sammlung München

Andreas Seidl (* 1760 in München; † 1834 ebenda) war ein bayerischer Historienmaler des Klassizismus. Der Sohn des Hofkistlers Joseph Seidl war zunächst Schüler des kurfürstlichen Hofbaumeisters und Kupferstechers Karl Albert von Lespilliez, dessen berühmtestes Werk das Palais Gise in München ist. Später verlagerte er seinen Ausbildungsschwerpunkt eher auf die Ölmalerei und erhielt Unterricht bei Franz Ignaz Oefele, dem damaligen künstlerischen Leiter der Akademie der Bildenden Künste in München. Ausgestattet mit einem kurfürstlichen Stipendium reiste er 1781 zur weiteren Ausbildung nach Italien, wo er sich bis 1788 aufhielt. Dort erhielt er den Preis der Accademia di San Luca in Rom, wurde dort sowie an den Akademien von Parma und Bologna Mitglied.
Zurück in München erhielt er die Stellung eines kurfürstlichen Hofmalers und wurde 1796 an Oefeles Stelle zum Professor berufen. Ab diesem Zeitpunkt widmete er sich hauptsächlich der Lehre und weniger der Malerei. Acht Jahre nach seiner Emeritierung verstarb er im Jahr 1834, manche Quellen nennen auch 1836 als Sterbejahr Seidls.
Seine bekanntesten heute noch erhaltenen Werke befinden sich in Sakralbauten. Zu erwähnen sind die Ölgemälde in der Sakristei von St. Peter in München, das Altarblatt „Traum des heiligen Josef“ in der Alten Pfarrkirche des Münchner Stadtteils Haidhausen sowie die Ausmalung und einige Altarblätter in der Pfarrkirche St. Nikolaus im niederbayerischen Altfraunhofen.